# Lithoglypha
Lithoglypha is een monotypisch geslacht van korstmossen dat behoort tot de familie Acarosporaceae. Het bevat alleen de soort Lithoglypha aggregata.